# Bologna Football Club 1923-1924
Questa voce raccoglie le informazioni riguardanti il Bologna Football Club nelle competizioni ufficiali della stagione 1922-1923.

## Stagione

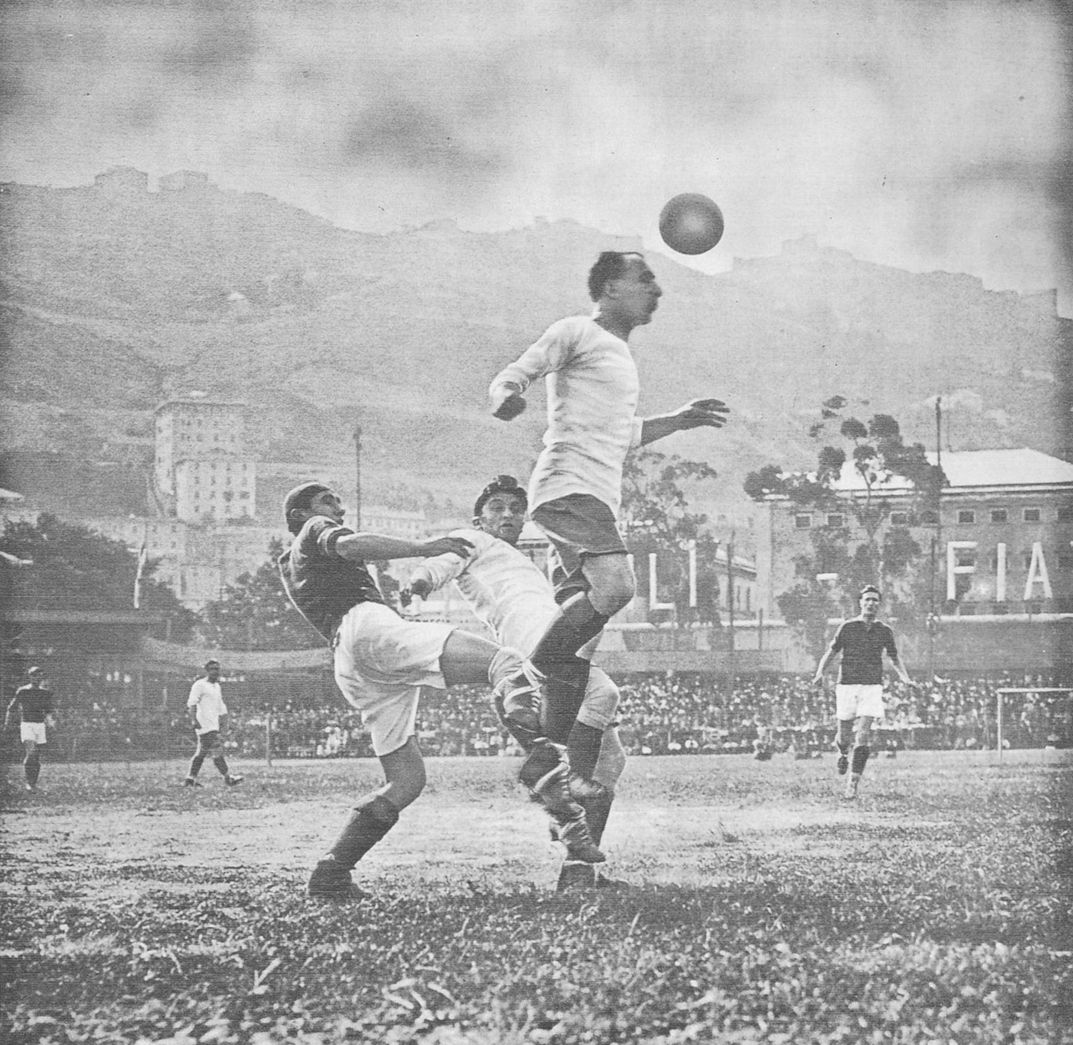
Il centravanti felsineo Schiavio alle prese con i genoani Burlando e De Vecchi sul campo di Marassi, nell'andata delle finali di Lega Nord contro i campioni uscenti.

Il Bologna partecipò al campionato di Prima Divisione 1923-1924 raggiungendo la finale della Lega Nord contro il Genoa. In precedenza aveva vinto il Girone B davanti al Torino.

## Divise
| Casa | Trasferta |

## Rosa
| N. |                   | Ruolo | Calciatore         |
| -- | ----------------- | ----- | ------------------ |
|    | Italia (bandiera) | P     | Giuseppe Bazzeghin |
|    | Italia (bandiera) | P     | Franco Gianese     |
|    | Italia (bandiera) | D     | Giovanni Borgato   |
|    | Italia (bandiera) | D     | Gino Spadoni       |
|    | Italia (bandiera) | D     | Riccardo Panzacchi |
|    | Italia (bandiera) | D     | Felice Gasperi     |
|    | Italia (bandiera) | C     | Pietro Genovesi    |
|    | Italia (bandiera) | C     | Gastone Baldi      |

| N. |                   | Ruolo | Calciatore                 |
| -- | ----------------- | ----- | -------------------------- |
|    | Italia (bandiera) | A     | Giuseppe Muzzioli          |
|    | Italia (bandiera) | A     | Giuseppe Rubini            |
|    | Italia (bandiera) | A     | Bernardo Perin             |
|    | Italia (bandiera) | A     | Giuseppe Della Valle (III) |
|    | Italia (bandiera) | A     | Giuseppe Martelli (I)      |
|    | Italia (bandiera) | A     | Alberto Pozzi              |
|    | Italia (bandiera) | A     | Angelo Schiavio            |

## Risultati

### Prima Divisione

#### Girone di andata
| Arbitro: | Canestrini (Novara) |

|                             |           |                  |
| Chiecchi II 25’ Recchia 37’ | Marcatori | 6’, 72’ Schiavio |

| Arbitro: | Bellini (Padova) |

|                   |           |                   |
| Schiavio 20’, 53’ | Marcatori | 16’ Serra Zanetti |

| Arbitro: | Rangone (Alessandria) |

|             |           |  |
| Savelli 76’ | Marcatori |  |

| Arbitro: | Germani (Padova) |

|                               |           |  |
| Pozzi 79’ Della Valle III 88’ | Marcatori |  |

| Arbitro: | Armano (Torino) |

|                          |           |           |
| Colombari 41’ Sbrana 65’ | Marcatori | 80’ Pozzi |

| Arbitro: | Sanguineti (Genova) |

|                               |           |  |
| Della Valle III 18’ Perin 80’ | Marcatori |  |

| Arbitro: | Pelli (Genova) |

|                                                     |           |                |
| Perin 10’ V. Colombo 31’ (aut.) Della Valle III 40’ | Marcatori | 55’ (62) Rossi |

| La Spezia 25 novembre 1923 8ª giornata | Spezia           | 0 – 0 | Bologna | Stadio Alberto Picco\| Arbitro: \| Germani (Padova) \| |
| Arbitro:                               | Germani (Padova) |       |         |                                                        |

| Arbitro: | Mauro (Milano) |

|                                            |           |                                 |
| Schiavio 9’ Della Valle III 12’ Rubini 87’ | Marcatori | 8’, 15’ Ardissone 49’ Mattuteia |

| Arbitro: | Bistoletti (Milano) |

|                                       |           |  |
| Pozzi 63’ Schiavio 66’ Martelli I 82’ | Marcatori |  |

| Arbitro: | Dani (Genova) |

|                                             |           |           |
| Martin III 11’ Schönfeld 24’, 48’ Calvi 70’ | Marcatori | 43’ Pozzi |

#### Girone di ritorno
| Arbitro: | Pinasco (Sestri Ponente) |

|                             |           |              |
| Pozzi 19’, 45’ Schiavio 58’ | Marcatori | 52’ Zacchero |

| Arbitro: | Germani (Padova) |

|  |           |           |
|  | Marcatori | 80’ Perin |

| Arbitro: | Dani (Genova) |

|                                                           |           |  |
| Schiavio 47’ Pozzi 49’ Martelli I 50’ Della Valle III 69’ | Marcatori |  |

| Cremona 10 febbraio 1924 15ª giornata | Cremonese          | 0 – 0 | Bologna | Campo di via Persico\| Arbitro: \| Sganzetta (Torino) \| |
| Arbitro:                              | Sganzetta (Torino) |       |         |                                                          |

| Arbitro: | A.Gama (Milano) |

|                                                      |           |  |
| Della Valle III 22’, 42’ Schiavio 23’, 72’ Perin 48’ | Marcatori |  |

| Arbitro: | Moro (Sampierdarena) |

|  |           |              |
|  | Marcatori | 87’ Schiavio |

| Arbitro: | Sanguineti (Genova) |

|               |           |              |
| Allemandi 67’ | Marcatori | 90’ Genovesi |

| Arbitro: | Bonello (Venezia) |

|                                             |           |  |
| Schiavio 39’, 67’, 87’ G. Martelli 40’, 80’ | Marcatori |  |

| Arbitro: | Trezzi (Milano) |

|  |           |              |
|  | Marcatori | 62’ Schiavio |

| Arbitro: | Mauro (Milano) |

|  |           |             |
|  | Marcatori | 8’ Schiavio |

| Arbitro: | A.Gama (Milano) |

|  |           |           |
|  | Marcatori | 70’ Calvi |

### Finale Lega Nord
| Arbitro: | Bistoletti (Milano) |

|          |           |  |
| Neri 84’ | Marcatori |  |

| Arbitro: | Panzeri (Milano) |

|                  |           |                |
| Pozzi 57’ (rig.) | Marcatori | 36’ Santamaria |

## Statistiche

### Statistiche di squadra
| Competizione                           | Punti | In casa | In casa | In casa | In casa | In casa | In casa | In trasferta | In trasferta | In trasferta | In trasferta | In trasferta | In trasferta | Totale | Totale | Totale | Totale | Totale | Totale | DR  |
| Competizione                           | Punti | G       | V       | N       | P       | Gf      | Gs      | G            | V            | N            | P            | Gf           | Gs           | G      | V      | N      | P      | Gf     | Gs     | DR  |
| -------------------------------------- | ----- | ------- | ------- | ------- | ------- | ------- | ------- | ------------ | ------------ | ------------ | ------------ | ------------ | ------------ | ------ | ------ | ------ | ------ | ------ | ------ | --- |
| Prima Divisione (girone B - Lega Nord) | 31    | 11      | 9       | 1       | 1       | 32      | 8       | 11           | 4            | 4            | 3            | 9            | 10           | 22     | 13     | 5      | 4      | 41     | 18     | +23 |
| Prima Divisione (finali Lega Nord)     |       | 1       | 0       | 0       | 1       | 0       | 2       | 1            | 0            | 0            | 1            | 0            | 1            | 2      | 0      | 0      | 2      | 0      | 3      | -3  |
| Totale                                 |       | 12      | 9       | 1       | 2       | 32      | 10      | 12           | 4            | 4            | 4            | 9            | 11           | 24     | 13     | 5      | 6      | 41     | 21     | -20 |